# Antoon Stuart
Antoon J. Stuart (1956) is een Nederlandse schaker.

## Carrière
In 1998 kreeg Stuart de titel Correspondence Chess International Master.
In 2003 werd hij Nederlands kampioen correspondentieschaak. Jan Verleur bezette de tweede plaats met een rating van 2407 elo.